# Sjoerdtje
Sjoerdtje, ook gespeld als Sjoerdje, Sjoertje of Sjoerdsje, is een Fries/Groningse meisjesnaam.
De naam is de vrouwelijke vorm van de jongensnaam Sjoerd, en komt thans in het noorden/oosten van Nederland nog hier en daar voor.